# Zeradina producta
Zeradina producta är en snäckart som först beskrevs av Nils Hjalmar Odhner 1924.  Zeradina producta ingår i släktet Zeradina och familjen Vanikoridae. Inga underarter finns listade i Catalogue of Life.